# Andrés Maraver de Guevara Vera y Godoy
Andrés Manuel Maraver de Guevara Vera y Godoy (Jerez de la Frontera, 14 de abril de 1703-Madrid, 9 de febrero de 1774) fue un aristócrata y noble español.

## Familia
Era hijo de Andrés Antonio Maraver de Guevara y Godoy y de su esposa Ana Leonor María de Vera y de Alburquerque Zúñiga y Fajardo, nieta materna de la VII marquesa de Espinardo, y hermano menor de Diego José Maraver de Guevara Vera y Godoy.

## Biografía
Catedrático de Código en la Universidad de Salamanca, fue alcalde del Crimen y posteriormente oidor de la Chancillería de Valladolid, en 1745. En 1748 fue nombrado corregidor de Vizcaya. Consejero del Consejo de Hacienda, fue regente del Consejo Real de Navarra en 1751 y ejerció de forma interina como virrey de Navarra entre octubre de 1759 y abril de 1760. En 1760 fue nombrado presidente de la Chancillería de Granada y de 1766 a 1770 ejerció como consejero del Real y Supremo Consejo de Castilla. Fue pensionado de la Real y Muy Distinguida Orden de Carlos III.
Falleció soltero y sin descendencia.